# Artur Osyczka
Artur Osyczka – polski biolog, dr hab. nauk biologicznych, profesor i kierownik Zakładu Biofizyki Molekularnej Wydziału Biochemii, Biofizyki i Biotechnologii Uniwersytetu Jagiellońskiego.

## Życiorys
W 1993 ukończył studia biologiczne na Uniwersytecie Jagiellońskim, 15 maja 2007 otrzymał stopień doktora habilitowanego. 27 marca 2014 uzyskał tytuł profesora nauk biologicznych. Został zatrudniony na stanowisku adiunkta w Zakładzie Biofizyki na Wydziale Biochemii, Biofizyki i Biotechnologii Uniwersytetu Jagiellońskiego.
Jest profesorem i kierownikiem w Zakładzie Biofizyki Molekularnej na Wydziale Biochemii, Biofizyki i Biotechnologii Uniwersytetu Jagiellońskiego, a także członka Rady Dyscypliny Naukowej – Nauk Biologicznych Uniwersytetu Jagiellońskiego.
Awansował na stanowisko prodziekana na Wydziale Biochemii, Biofizyki i Biotechnologii Uniwersytetu Jagiellońskiego.